# Кубок Англії з футболу 2007—2008
Кубок Англії з футболу 2007—2008 — 127-й розіграш найстарішого футбольного турніру у світі, Кубка виклику Футбольної Асоціації, також відомого як Кубок Англії. 
Турнір розпочався 18 серпня 2008 року екстрапопереднім раундом і завершився фіналом, який пройшов 17 травня 2008 року на стадіоні «Вемблі».
До півфіналу турніру вийшли одразу три клуби Чемпіонату Футбольної ліги — Вест-Бромвіч Альбіон, Барнслі і Кардіфф Сіті, але врешті-решт єдиний представник Прем'єр-ліги у півфіналі, Портсмут, святкував першу для себе перемогу з 1939 року, здолавши у фіналі Кардіфф Сіті.

## Календар
| Раунд                        | Дата                         | Матчів | Клубів    | Нові клуби   | Призова сума |
| ---------------------------- | ---------------------------- | ------ | --------- | ------------ | ------------ |
| Екстрапопередній раунд       | 18 серпня 2007               | 171    | 729 → 558 | 342: 388—729 | £ 500        |
| Попередній раунд             | 1 вересня 2007               | 166    | 558 → 392 | 161: 227—388 | £ 1 000      |
| Перший раунд кваліфікації    | 15 вересня 2007              | 116    | 392 → 276 | 66: 161—226  | £ 2 250      |
| Другий раунд кваліфікації    | 29 вересня 2007              | 80     | 276 → 196 | 44: 117—160  | £ 3 750      |
| Третій раунд кваліфікації    | 13 жовтня 2007               | 40     | 196 → 156 | —            | £ 5 000      |
| Четвертий раунд кваліфікації | 27 жовтня 2007               | 32     | 156 → 124 | 24: 93-116   | £ 10 000     |
| Перший раунд                 | 9-11 листопада 2007          | 40     | 124 → 84  | 48: 45-92    | £ 16 000     |
| Другий раунд                 | 30 листопада - 2 грудня 2007 | 20     | 84 → 64   | —            | £ 24 000     |
| Третій раунд                 | 5-6 січня 2008               | 32     | 64 → 32   | 44: 1-44     | £ 40 000     |
| Четвертий раунд              | 25-27 січня 2008             | 16     | 32 → 16   | —            | £ 60 000     |
| П'ятий раунд                 | 16-17 лютого 2008            | 8      | 16 → 8    | —            | £ 120 000    |
| Шостий раунд                 | 8-9 березня 2008             | 4      | 8 → 4     | —            | £ 300 000    |
| Півфінали                    | 5-6 квітня 2008              | 2      | 4 → 2     | —            | £ 900 000    |
| Фінал                        | 17 травня 2008               | 1      | 2 → 1     | —            | £ 1 000 000  |

## Кваліфікаційні раунди
Усі клуби, що беруть участь у змаганнях, але не грають Прем'єр-лізі або в Чемпіоншипі повинні пройти кваліфікаційні раунди.

## Перший раунд
На цій стадії турніру починають грати клуби з Першої та Другої ліг.
| Дата                      | Господарі                | Рахунок      | Гості                    | Глядачі |
| ------------------------- | ------------------------ | ------------ | ------------------------ | ------- |
| 9 листопада               | Герефорд Юнайтед         | 1:1          | Лідс Юнайтед             | 5 924   |
| 20 листопада Перегравання | Лідс Юнайтед             | 0:1          | Герефорд Юнайтед         | 11 315  |
| 10 листопада              | Аккрінгтон Стенлі        | 2:3          | Гаддерсфілд Таун         | 2 202   |
| 10 листопада              | Олтрінгем                | 1:2          | Міллволл                 | 2 457   |
| 10 листопада              | Барнет                   | 2:1          | Джиллінгем               | 2 843   |
| 10 листопада              | Біллерікі Таун           | 1:2          | Свонсі Сіті              | 2 334   |
| 10 листопада              | Бредфорд Сіті            | 1:0          | Честер Сіті              | 4 069   |
| 10 листопада              | Бері                     | 4:1          | Векінгтон                | 2 641   |
| 10 листопада              | Карлайл Юнайтед          | 1:1          | Грімсбі Таун             | 5 128   |
| 20 листопада Перегравання | Грімсбі Таун             | 1:0          | Карлайл Юнайтед          | 2 008   |
| 10 листопада              | Челтенгем Таун           | 1:1          | Брайтон енд Гоув Альбіон | 2 984   |
| 20 листопада Перегравання | Брайтон енд Гоув Альбіон | 2:1          | Челтенгем Таун           | 3 711   |
| 10 листопада              | Кру Александра           | 2:1          | Мілтон Кінз Донз         | 3 049   |
| 10 листопада              | Дарлінгтон               | 1:1          | Нортемптон Таун          | 2 964   |
| 20 листопада Перегравання | Нортемптон Таун          | 2:1          | Дарлінгтон               | 2 895   |
| 10 листопада              | Істборн Боро             | 0:4          | Веймут                   | 2 711   |
| 10 листопада              | Галіфакс Таун            | 0:4          | Бертон Альбіон           | 1 936   |
| 10 листопада              | Ексетер Сіті             | 4:0          | Стівенідж                | 3 513   |
| 10 листопада              | Барроу                   | 1:1          | Борнмут                  | 2 203   |
| 20 листопада Перегравання | Борнмут                  | 3:2          | Барроу                   | 2 969   |
| 10 листопада              | Гемптон енд Річмонд Боро | 0:3          | Деґенем енд Ребридж      | 2 252   |
| 10 листопада              | Харрогей Рейлвей Атлетік | 2:0          | Дройлсден                | 884     |
| 10 листопада              | Горшам                   | 4:1          | Мейденхед Юнайтед        | 3 379   |
| 10 листопада              | Лейтон Орієнт            | 1:1          | Бристоль Роверз          | 3 157   |
| 27 листопада Перегравання | Бристоль Роверз          | 3:3 пен. 6:5 | Лейтон Орієнт            | 3 742   |
| 10 листопада              | Лінкольн Сіті            | 1:1          | Ноттінгем Форест         | 7 361   |
| 27 листопада Перегравання | Ноттінгем Форест         | 3:1          | Лінкольн Сіті            | 6 783   |
| 10 листопада              | Лутон Таун               | 1:1          | Брентфорд                | 4 167   |
| 27 листопада Перегравання | Брентфорд                | 0:2          | Лутон Таун               | 2 643   |
| 10 листопада              | Моркам                   | 0:2          | Порт Вейл                | 2 730   |
| 10 листопада              | Ноттс Каунті             | 3:0          | Гістон                   | 4 344   |
| 10 листопада              | Олдем Атлетік            | 2:2          | Донкастер Роверз         | 4 280   |
| 27 листопада Перегравання | Донкастер Роверз         | 1:2          | Олдем Атлетік            | 4 340   |
| 10 листопада              | Оксфорд Юнайтед          | 3:1          | Нортвіч Вікторія         | 2 972   |
| 10 листопада              | Пітерборо Юнайтед        | 4:1          | Рексем                   | 4 266   |
| 10 листопада              | Рашден енд Даймондс      | 3:1          | Маклсфілд Таун           | 1 759   |
| 10 листопада              | Саутенд Юнайтед          | 2:1          | Рочдейл                  | 5 180   |
| 10 листопада              | Кембридж Юнайтед         | 2:1          | Олдершот Таун            | 2 641   |
| 10 листопада              | Стокпорт Каунті          | 1:1          | Стейнс Таун              | 3 460   |
| 22 листопада Перегравання | Стейнс Таун              | 1:1 пен. 4:3 | Стокпорт Каунті          | 2 860   |
| 10 листопада              | Тім Бат                  | 0:1          | Чейстаун                 | 2 067   |
| 10 листопада              | Волсолл                  | 2:0          | Шрусбері Таун            | 4 972   |
| 10 листопада              | Вар                      | 0:2          | Кіддермінстер Гарріерз   | 2 123   |
| 10 листопада              | Вікем Вондерерз          | 1:2          | Свіндон Таун             | 3 332   |
| 10 листопада              | Йорк Сіті                | 0:1          | Гевент енд Вотерлувіль   | 2 001   |
| 10 листопада              | Честерфілд               | 1:2          | Транмер Роверз           | 4 296   |
| 10 листопада              | Менсфілд Таун            | 3:0          | Льюїс                    | 2 607   |
| 11 листопада              | Гейнсборо Трініті        | 0:6          | Гартліпул Юнайтед        | 2 402   |
| 11 листопада              | Форест Грін Роверс       | 2:2          | Ротергем Юнайтед         | 2 102   |
| 20 листопада Перегравання | Ротергем Юнайтед         | 0:3          | Форест Грін Роверс       | 2 754   |
| 11 листопада              | Торкі Юнайтед            | 4:1          | Йовіл Таун               | 3 718   |

## Другий раунд
До другого раунду увійшли переможці першого раунду.
| Дата                   | Господарі                | Рахунок | Гості                    | Глядачі |
| ---------------------- | ------------------------ | ------- | ------------------------ | ------- |
| 30 листопада           | Горшам                   | 1:1     | Свонсі Сіті              | 2 731   |
| 10 грудня Перегравання | Свонсі Сіті              | 6:2     | Горшам                   | 5 911   |
| 1 грудня               | Бредфорд Сіті            | 0:3     | Транмер Роверз           | 6 379   |
| 1 грудня               | Бертон Альбіон           | 1:1     | Барнет                   | 2 769   |
| 11 грудня Перегравання | Барнет                   | 1:0     | Бертон Альбіон           | 1 379   |
| 1 грудня               | Бері                     | 1:0     | Ексетер Сіті             | 2 725   |
| 1 грудня               | Кембридж Юнайтед         | 1:0     | Веймут                   | 4 552   |
| 1 грудня               | Деґенем енд Ребридж      | 3:1     | Кіддермінстер Гарріерз   | 1 493   |
| 1 грудня               | Герефорд Юнайтед         | 2:0     | Гартліпул Юнайтед        | 3 801   |
| 1 грудня               | Гаддерсфілд Таун         | 3:0     | Грімсбі Таун             | 6 729   |
| 1 грудня               | Міллволл                 | 2:1     | Борнмут                  | 4 495   |
| 1 грудня               | Нортемптон Таун          | 1:1     | Волсолл                  | 3 887   |
| 11 грудня Перегравання | Волсолл                  | 1:0     | Нортемптон Таун          | 3 066   |
| 1 грудня               | Ноттс Каунті             | 0:1     | Гевент енд Вотерлувіль   | 3 810   |
| 1 грудня               | Оксфорд Юнайтед          | 0:0     | Саутенд Юнайтед          | 5 163   |
| 11 грудня Перегравання | Саутенд Юнайтед          | 3:0     | Оксфорд Юнайтед          | 2 740   |
| 1 грудня               | Свіндон Таун             | 3:2     | Форест Грін Роверс       | 7 588   |
| 1 грудня               | Торкі Юнайтед            | 0:2     | Брайтон енд Гоув Альбіон | 4 010   |
| 1 грудня               | Бристоль Роверз          | 5:1     | Рашден енд Даймондс      | 4 816   |
| 1 грудня               | Стейнс Таун              | 0:5     | Пітерборо Юнайтед        | 2 460   |
| 1 грудня               | Олдем Атлетік            | 1:0     | Кру Александра           | 3 900   |
| 1 грудня               | Лутон Таун               | 1:0     | Ноттінгем Форест         | 5 758   |
| 2 грудня               | Харрогей Рейлвей Атлетік | 2:3     | Менсфілд Таун            | 1 486   |
| 2 грудня               | Порт Вейл                | 1:1     | Чейстаун                 | 5 875   |
| 11 грудня Перегравання | Чейстаун                 | 1:0     | Порт Вейл                | 1 986   |

## Третій раунд
Переможці другого раунду зіграли з усіма командами з Прем'єр-ліги та Чемпіоншипу.
| Дата                  | Господарі                | Рахунок      | Гості                  | Глядачі |
| --------------------- | ------------------------ | ------------ | ---------------------- | ------- |
| 5 січня               | Чейстаун                 | 1:3          | Кардіфф Сіті           | 2 420   |
| 5 січня               | Вулвергемптон Вондерерз  | 2:1          | Кембридж Юнайтед       | 15 340  |
| 5 січня               | Волсолл                  | 0:0          | Міллволл               | 4 358   |
| 15 січня Перегравання | Міллволл                 | 2:1          | Волсолл                | 4 645   |
| 5 січня               | Барнслі                  | 2:1          | Блекпул                | 8 276   |
| 5 січня               | Блекберн Роверз          | 1:4          | Ковентрі Сіті          | 14 421  |
| 5 січня               | Болтон                   | 0:1          | Шеффілд Юнайтед        | 15 286  |
| 5 січня               | Брайтон енд Гоув Альбіон | 1:2          | Менсфілд Таун          | 5 857   |
| 5 січня               | Бристоль Сіті            | 1:2          | Мідлсбро               | 15 895  |
| 5 січня               | Чарльтон Атлетик         | 1:1          | Вест Бромвіч Альбіон   | 12 682  |
| 15 січня Перегравання | Вест Бромвіч Альбіон     | 2:2 пен. 4:3 | Чарльтон Атлетик       | 12 691  |
| 5 січня               | Челсі                    | 1:0          | Квінз Парк Рейнджерс   | 41 289  |
| 5 січня               | Колчестер Юнайтед        | 1:3          | Пітерборо Юнайтед      | 4 003   |
| 5 січня               | Гаддерсфілд Таун         | 2:1          | Бірмінгем Сіті         | 13 410  |
| 5 січня               | Іпсвіч Таун              | 0:1          | Портсмут               | 23 446  |
| 5 січня               | Норвіч Сіті              | 1:1          | Бері                   | 19 815  |
| 15 січня Перегравання | Бері                     | 2:1          | Норвіч Сіті            | 4 146   |
| 5 січня               | Плімут Аргайл            | 3:2          | Галл Сіті              | 12 419  |
| 5 січня               | Престон Норт-Енд         | 1:0          | Сканторп Юнайтед       | 4 616   |
| 5 січня               | Саутгемптон              | 2:0          | Лестер Сіті            | 20 094  |
| 5 січня               | Сандерленд               | 0:3          | Віган Атлетік          | 20 821  |
| 5 січня               | Тоттенгем Готспур        | 2:2          | Редінг                 | 35 243  |
| 15 січня Перегравання | Редінг                   | 0:1          | Тоттенгем Готспур      | 22 130  |
| 5 січня               | Транмер Роверз           | 2:2          | Герефорд Юнайтед       | 6 909   |
| 16 січня Перегравання | Герефорд Юнайтед         | 1:0          | Транмер Роверз         | 6 471   |
| 5 січня               | Вотфорд                  | 2:0          | Крістал Пелес          | 10 480  |
| 5 січня               | Вест Гем Юнайтед         | 0:0          | Манчестер Сіті         | 33 806  |
| 16 січня Перегравання | Манчестер Сіті           | 1:0          | Вест Гем Юнайтед       | 27 809  |
| 5 січня               | Саутенд Юнайтед          | 5:2          | Деґенем енд Ребридж    | 6 393   |
| 5 січня               | Свонсі Сіті              | 1:1          | Гевент енд Вотерлувіль | 8 761   |
| 16 січня Перегравання | Гевент енд Вотерлувіль   | 4:2          | Свонсі Сіті            | 4 400   |
| 5 січня               | Свіндон Таун             | 1:1          | Барнет                 | 5 944   |
| 22 січня Перегравання | Барнет                   | 1:1 пен. 2:0 | Свіндон Таун           | 2 810   |
| 5 січня               | Евертон                  | 0:1          | Олдем Атлетік          | 33 086  |
| 5 січня               | Астон Вілла              | 0:2          | Манчестер Юнайтед      | 33 630  |
| 6 січня               | Бернлі                   | 0:2          | Арсенал                | 16 709  |
| 6 січня               | Дербі Каунті             | 2:2          | Шеффілд Венсдей        | 20 612  |
| 22 січня Перегравання | Шеффілд Венсдей          | 1:1 пен. 2:4 | Дербі Каунті           | 18 020  |
| 6 січня               | Фулгем                   | 2:2          | Бристоль Роверз        | 13 634  |
| 22 січня Перегравання | Бристоль Роверз          | 0:0 пен. 5:3 | Фулгем                 | 11 882  |
| 6 січня               | Лутон Таун               | 1:1          | Ліверпуль              | 10 226  |
| 15 січня Перегравання | Ліверпуль                | 5:0          | Лутон Таун             | 41 446  |
| 6 січня               | Сток Сіті                | 0:0          | Ньюкасл Юнайтед        | 22 861  |
| 16 січня Перегравання | Ньюкасл Юнайтед          | 4:1          | Сток Сіті              | 35 108  |

## Четвертий раунд
У цьому раунді зіграли переможці попереднього етапу.
| Дата     | Господарі         | Рахунок | Гості                   | Глядачі |
| -------- | ----------------- | ------- | ----------------------- | ------- |
| 25 січня | Саутенд Юнайтед   | 0:1     | Барнслі                 | 7 212   |
| 26 січня | Менсфілд Таун     | 0:2     | Мідлсбро                | 6 258   |
| 26 січня | Арсенал           | 3:0     | Ньюкасл Юнайтед         | 60 046  |
| 26 січня | Барнет            | 0:1     | Бристоль Роверз         | 5 190   |
| 26 січня | Ковентрі Сіті     | 2:1     | Міллволл                | 17 268  |
| 26 січня | Дербі Каунті      | 1:4     | Престон Норт-Енд        | 17 344  |
| 26 січня | Ліверпуль         | 5:2     | Гевент енд Вотерлувіль  | 42 566  |
| 26 січня | Олдем Атлетік     | 0:1     | Гаддерсфілд Таун        | 12 749  |
| 26 січня | Пітерборо Юнайтед | 0:3     | Вест Бромвіч Альбіон    | 12 701  |
| 26 січня | Портсмут          | 2:1     | Плімут Аргайл           | 19 612  |
| 26 січня | Саутгемптон       | 2:0     | Бері                    | 25 449  |
| 26 січня | Вотфорд           | 1:4     | Вулвергемптон Вондерерз | 12 719  |
| 26 січня | Віган Атлетік     | 1:2     | Челсі                   | 14 166  |
| 27 січня | Герефорд Юнайтед  | 1:2     | Кардіфф Сіті            | 6 885   |
| 27 січня | Манчестер Юнайтед | 3:1     | Тоттенгем Готспур       | 75 369  |
| 27 січня | Шеффілд Юнайтед   | 2:1     | Манчестер Сіті          | 20 800  |

## П'ятий раунд
На цьому етапі зіграли переможці попереднього раунду.
| Дата                   | Господарі         | Рахунок | Гості                   | Глядачі |
| ---------------------- | ----------------- | ------- | ----------------------- | ------- |
| 16 лютого              | Бристоль Роверз   | 1:0     | Саутгемптон             | 11 920  |
| 16 лютого              | Кардіфф Сіті      | 2:0     | Вулвергемптон Вондерерз | 15 339  |
| 16 лютого              | Челсі             | 3:1     | Гаддерсфілд Таун        | 41 324  |
| 16 лютого              | Ковентрі Сіті     | 0:5     | Вест Бромвіч Альбіон    | 28 163  |
| 16 лютого              | Ліверпуль         | 1:2     | Барнслі                 | 42 449  |
| 16 лютого              | Манчестер Юнайтед | 4:0     | Арсенал                 | 75 550  |
| 17 лютого              | Шеффілд Юнайтед   | 0:0     | Мідлсбро                | 22 210  |
| 27 лютого Перегравання | Мідлсбро          | 1:0     | Шеффілд Юнайтед         | 28 108  |
| 17 лютого              | Престон Норт-Енд  | 0:1     | Портсмут                | 11 840  |

## Шостий раунд
На цьому етапі зіграли переможці попереднього раунду.
| Дата      | Господарі         | Рахунок | Гості                | Глядачі |
| --------- | ----------------- | ------- | -------------------- | ------- |
| 8 березня | Манчестер Юнайтед | 0:1     | Портсмут             | 75 463  |
| 8 березня | Барнслі           | 1:0     | Челсі                | 22 410  |
| 9 березня | Мідлсбро          | 0:2     | Кардіфф Сіті         | 32 986  |
| 9 березня | Бристоль Роверз]  | 1:5     | Вест Бромвіч Альбіон | 12 011  |

## Півфінали
У півфіналах зіграли команди, що перемогли на попередньому етапі.
| Дата     | Господарі            | Рахунок | Гості        | Глядачі |
| -------- | -------------------- | ------- | ------------ | ------- |
| 5 квітня | Вест-Бромвіч Альбіон | 0:1     | Портсмут     | 83 584  |
| 6 квітня | Барнслі              | 0:1     | Кардіфф Сіті | 82 752  |

## Фінал
| 17 травня 2008 17:00 (BST) |

| Кардіфф Сіті | 0:1      | Портсмут |
| ------------ | -------- | -------- |
|              | Протокол | Кану 37' |

| Вемблі, Лондон Глядачів: 89 874 Арбітр: Майк Дін |